# Stephen Sama
Stephen Sama (Bamenda, 5 maart 1993) is een Kameroens-Duits voetballer die als verdediger voor Accrington Stanley FC speelt.

## Carrière
Stephen Sama speelde in de jeugd van SW Eppendorf, SG Wattenscheid 09, VfL Bochum, Borussia Dortmund en Liverpool FC. Bij Liverpool zat hij tussen 2012 en 2014 enkele wedstrijden op de bank bij het eerste elftal, maar kwam niet in actie. In 2014 vertrok hij naar VfB Stuttgart, waar hij vooral in het tweede elftal speelde. In het begin van het seizoen 2016/17 speelde hij vijf wedstrijden voor het eerste elftal van Stuttgart, waarmee hij kampioen werd van de 2. Bundesliga. Dit maakte hij zelf echter niet mee, aangezien hij in de winterstop naar SpVgg Greuther Fürth vertrok. Hier speelde hij in twee seizoenen slechts één wedstrijd en kwam vooral in het tweede elftal uit. De tweede seizoenshelft van 2017/18 werd hij verhuurd aan VfL Osnabrück. In de zomerstop van 2018 vertrok hij naar Heracles Almelo. Hij debuteerde voor Heracles op 26 augustus 2018, in de met 5-0 verloren uitwedstrijd tegen Willem II. Hij kwam in de eerste seizoenshelft van het seizoen 2018/19 tot acht wedstrijden in de Eredivisie en één bekerwedstrijd. Hierna kwam hij nooit meer in actie voor Heracles, en in 2020 vertrok hij transfervrij naar Accrington Stanley FC.

### Statistieken
| Seizoen                        | Club                    | Competitie        | Competitie | Competitie | Beker | Beker | Internationaal | Internationaal | Overig | Overig | Totaal | Totaal |
| Seizoen                        | Club                    | Competitie        | Wed.       | Dlp.       | Wed.  | Dlp.  | Wed.           | Dlp.           | Wed.   | Dlp.   | Wed.   | Dlp.   |
| ------------------------------ | ----------------------- | ----------------- | ---------- | ---------- | ----- | ----- | -------------- | -------------- | ------ | ------ | ------ | ------ |
| 2012/13                        | Liverpool FC            | Premier League    | 0          | 0          | 0     | 0     | 0              | 0              | 0      | 0      | 0      | 0      |
| 2013/14                        | Liverpool FC            | Premier League    | 0          | 0          | 0     | 0     | –              | –              | 0      | 0      | 0      | 0      |
| 2014/15                        | VfB Stuttgart II        | 3. Liga           | 26         | 0          | –     | –     | –              | –              | –      | –      | 26     | 0      |
| 2015/16                        | VfB Stuttgart II        | 3. Liga           | 21         | 1          | –     | –     | –              | –              | –      | –      | 21     | 1      |
| 2016/17                        | VfB Stuttgart           | 2. Bundesliga     | 4          | 0          | 1     | 0     | –              | –              | –      | –      | 5      | 0      |
| 2016/17                        | SpVgg Greuther Fürth    | 2. Bundesliga     | 1          | 0          | 0     | 0     | –              | –              | –      | –      | 1      | 0      |
| 2016/17                        | SpVgg Greuther Fürth II | Regionalliga Bay. | 6          | 0          | –     | –     | –              | –              | 4      | 0      | 10     | 0      |
| 2017/18                        | SpVgg Greuther Fürth    | 2. Bundesliga     | 0          | 0          | 0     | 0     | –              | –              | –      | –      | 0      | 0      |
| 2017/18                        | SpVgg Greuther Fürth II | Regionalliga Bay. | 2          | 0          | –     | –     | –              | –              | –      | –      | 2      | 0      |
| 2017/18                        | → VfL Osnabrück         | 3. Liga           | 13         | 0          | 0     | 0     | –              | –              | 0      | 0      | 13     | 0      |
| 2018/19                        | Heracles Almelo         | Eredivisie        | 8          | 0          | 1     | 0     | –              | –              | 0      | 0      | 9      | 0      |
| 2019/20                        | Heracles Almelo         | Eredivisie        | 0          | 0          | 0     | 0     | –              | –              | –      | –      | 0      | 0      |
| 2020/21                        | Accrington Stanley FC   | League One        | 3          | 0          | 0     | 0     | –              | –              | 2      | 0      | 5      | 0      |
| Carrièretotaal                 | Carrièretotaal          | Carrièretotaal    | 84         | 1          | 2     | 0     | 0              | 0              | 6      | 0      | 92     | 1      |
| Bijgewerkt op 30 november 2020 |                         |                   |            |            |       |       |                |                |        |        |        |        |